# Bajazet (Vivaldi)

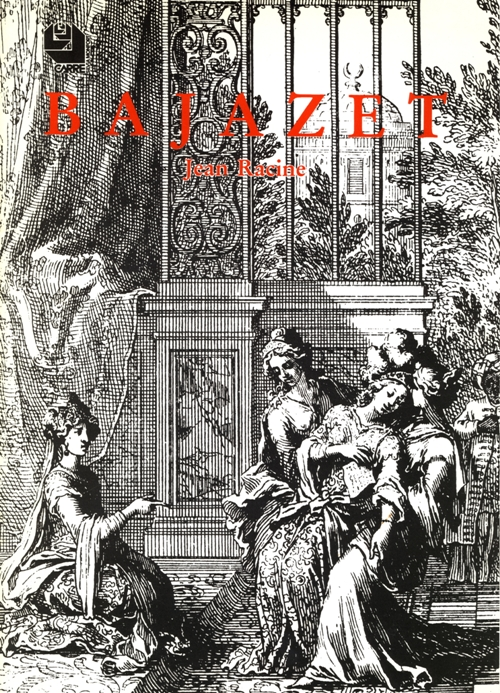
Couverture du programme original des premières représentations de Bajazet

Bajazet, également connu sous le titre Il Tamerlano, est un opéra en trois actes d'Antonio Vivaldi, sur un livret d'Agostino Piovene. Il est inspiré du destin du sultan ottoman Bayezid Ier, fait prisonnier par le guerrier turco-mongol Tamerlan au début du XIVe siècle. La première représentation eut lieu au théâtre philharmonique de Vérone durant le carnaval de 1735. Le numéro du catalogue Ryom de cette œuvre est RV 703.
Il s'agit d'un pastiche : Vivaldi a composé pour cette œuvre les récitatifs (dont plusieurs récitatifs accompagnés) et l'air final d'Asteria ; tous les autres airs, l'ouverture et le quatuor final sont repris d'autres opéras, parfois en changeant le texte. Pour cela, Vivaldi a recouru à ses propres œuvres, mais aussi à des airs de Riccardo Broschi, Nicola Porpora, Johann Adolph Hasse et Geminiano Giacomelli.

## Discographie
- 2004 – Fabio Biondi, Europa Galante. Avec David Daniels (Tamerlano), Ildebrando D'Arcangelo (Bajazette), Marijana Mijanovic (Asteria), Elīna Garanča (Andronico), Vivica Genaux (Irene), Patrizia Ciofi (Idaspe) (Bruxelles 10-15 avril 2004, 3 CD Virgin/EMI 5 45676 2 et DVD vidéo) (OCLC 611321511 et 60380405) — partition revue par Fabio Biondi.
- 2015 — Erin Helyard, Orchestra of the Antipodes. Christopher Lowrey, contreténor (Tamerlano) ; Hadleigh Adams, baryton-basse (Bajazet) ; Emily Edmonds, mezzo-soprano (Asteria) ; Russell Harcourt, contreténor (Andronico) ; Helen Sherman, mezzo-soprano (Irene) ; Sara Macliver, soprano (Idaspe) (Sydney,  4-5, 7-8 juillet 2015, 3 CD Pinchgut Opera) (OCLC 1043834752)
- 2020 – Ottavio Dantone, Accademia Bizantina. Avec Filippo Mineccia (Tamerlano), Bruno Taddia (Bajazette), Delphine Galou (Asteria), Marina de Liso (Andronico), Sophie Rennert (Irene), Arianna Vendittelli (Idaspe) (Ravenne 7-16 février 2020, 3 CD Naïve) (OCLC 1255934706).